# 趙苞
趙苞（?—?），字威豪，東漢甘陵東武城（今河北省故城縣）人，其堂哥趙忠是當時權勢薰天的十常侍之一，他對此感到羞恥，從不和趙忠來往。趙苞舉孝廉後，先後擔任廣陵縣縣令和遼西郡太守，任上政績斐然。當趙苞派人接母親、妻子赴遼西時，一行人卻被正巧入侵邊塞的鮮卑人劫持，帶著她們進攻遼西，趙苞堅持抗敵，母親也遙喊勉勵他盡忠報國，趙苞奮勇率軍擊破鮮卑，然而他的母親、妻子亦不幸遇害，其後趙苞回鄉安葬母親的遺體，漢靈帝派人慰問，冊封他為鄃侯，趙苞最終仍因對母親的罹難過於悲傷，在哀痛逾恆下嘔血身亡。

## 生平
趙苞的堂兄趙忠擔任中常侍，而趙苞對家族中有宦官的名聲與權勢深以為恥，堅決不與趙忠來往。趙苞初仕州、郡，後舉孝廉，再遷廣陵縣縣令，他在任三年，期間政教清明，郡表其功，擢升辽西郡太守，趙苞抗直剛烈有威嚴，名震邊疆。趙苞到任的第二年，他派人前去迎接母親與妻子，在快要到達郡裡時，途經柳城縣，不巧碰上鲜卑萬餘人入侵邊塞四處搶掠，鮮卑人將趙苞的母親、妻子劫為人质，用車載著她們，進攻遼西。
趙苞率領步騎二萬人，與鮮卑人對陣，鮮卑人在陣前出示趙苞之母給趙苞觀看，趙苞悲痛哀號，對母親說：「兒子不好，想以微薄的俸祿朝夕奉養母親，沒想到卻給母親帶來大禍，昔日兒為母親之子，今日兒為皇帝之臣，秉持大義不得顧念私恩，毀棄忠節，我只有萬死，不然無法彌補我的罪過。」其母遙望趙苞說道：「威豪，人各有命，怎能為我而有虧忠義，從前王陵之母對漢使伏劍而死，以堅定兒子輔佐漢王刘邦之心，你應當為國效力，奮力殺敵！」趙苞於是當即進兵，將敵寇盡數擊潰，但他的母親與妻子卻也皆被鮮卑人所殺害。
趙苞殯斂其母完畢後，上表請求護送遺體返回家鄉安葬，汉灵帝派遣使者，帶著策文前去弔信慰問，並封趙苞為鄃侯，趙苞葬母結束，對鄉親們說：「吃俸祿卻逃避國難，是為不忠，傷害母親以保全忠義，是為不孝，像我這樣還有何面目活在世上呢！」於是吐血而死。

## 延伸閱讀
[在维基数据编辑]
 《後漢書/卷81》，出自范晔《後漢書》